# Ortiz (Bezirk)
Der Bezirk (Municipio) Ortiz ist einer von 15 Bezirken des Bundesstaats Guárico im Zentrum Venezuelas. 

## Wirtschaft
Die Bevölkerung lebt vorwiegend von der Landwirtschaft und Viehzucht. 

## Verwaltung
Der Verwaltungssitz ist die gleichnamige Stadt von Ortiz.
Der Bezirk setzt sich aus vier  Parroquias zusammen:
- Ortiz
- San Francisco de Tiznados
- San José de Tiznados
- San Lorenzo de Tiznados

## Verkehr
Die Nationalstraße 2 verbindet San Juan de los Morros und Parapara mit Ortiz und dieses Dorf mit Calabozo.